# Carlos Carbonero
Carlos Mario Carbonero Mancilla (Bogotá, 25 de julio de 1990) es un futbolista colombiano. Actualmente se encuentra libre.

## Trayectoria

### Sus inicios
Se inició en Juventud Capitalina, un equipo de la ciudad de Bogotá. Allí fue entrenado por un técnico llamado Jhon Arzuaga Guerra. En 1999 dio su gran primer paso al formar parte del equipo Compensar Fútbol Club, equipo en cual estuvo 3 años y por medio del cual se realizó el traspaso a las inferiores del entonces Compensar. Sus profesores fueron Hernando "El Mico" García y Jorge Chaparro Jr. A los 18 años, es llamado por el técnico del equipo titular del Academia de la Segunda División de Colombia donde debuta como profesional y rápidamente fue reconocido en el fútbol aficionado de Bogotá y de Colombia. Sus buenas actuaciones lo llevan a jugar al Atlético Huila de la primera división de ese país en 2010.

### Once Caldas
En enero de 2011, firma contrato para jugar con el Once Caldas, club con el cual jugó en la Copa Libertadores 2011 y el Torneo Apertura.

### Estudiantes de La Plata
Luego de pasar los exámenes médicos, firmó y para vincularse con Estudiantes de La Plata en el fútbol argentino, donde jugó poco. A pesar de esto, tuvo una actuación para el recuerdo frente a Racing Club jugando de enganche, su posición desde sus inicios. Luego en River Plate fue mediocampista derecho Llegó a disputar tan sólo 12 partidos en el equipo de La Plata.

### Arsenal
En enero de 2012, fue cedido a préstamo a Arsenal durante un año. En su primera etapa se desempeñó de volante derecho y luego fue considerado un revolucionario cuando tuvo sus grandes apariciones como enganche en el conjunto de Gustavo Alfaro. Marca su primer gol con Arsenal en la segunda fecha de la Copa Libertadores 2012 en la victoria 3-0 sobre el Zamora, donde jugaba su compatriota Luis Yanes. En la fecha 14 del Clausura 2012, anota su primer gol en primera división, poniendo el 1-4 final en la victoria de Arsenal sobre San Martín. Fechas más tarde se consagraría campeón por primera vez en el Fútbol Argentino.
Luego de salir campeón con Arsenal, debía volver a Estudiantes de la Plata que lo cedió a préstamo al Arsenal, pero su vuelta al club de la La Plata no se completaría por decisión del jugador de quedarse en Arsenal. Volvería a ser campeón pero esta vez de la Supercopa Argentina 2012 ganándole a Boca Juniors por penales por 4-3 luego de empatar en el partido 0-0.

### C. A. River Plate
El 17 de julio de 2013, se cierra su llegada a River Plate a préstamo por un año y con opción de compra y un contrato de 400 000 dólares. Haría su debut en River Plate en la primera fecha del Torneo Inicial 2013 en la derrota de su equipo por 1-0 frente a Gimnasia y Esgrima La Plata. Marcó su primer gol en River Plate frente a All Boys en la victoria de su equipo 1-0 correspondiente a la octava fecha del Torneo Inicial 2013. Volvería a marcar en el empate 1-1 frente a Quilmes AC correspondiente a la última fecha de dicho torneo. Marcó su primer doblete en River Plate frente a All Boys en la derrota de su equipo por 3-2 correspondiente a octava fecha del Torneo Final 2014. Tres fechas después le marcaría a Newell's Old Boys en la victoria de su equipo por 1-0. Marcó dos fechas luego frente a Atlético de Rafaela en la victoria de su equipo por 2-0. Su séptimo gol en River Plate fue frente a Olimpo tres fechas luego en el empate 1-1. Frente a Racing Club al siguiente partido marcó nuevamente en lo que sería victoria de su equipo por 3-2.
Durante el Torneo Final 2014, se corona campeón, lo que significó el trigésimo quinto título del club a nivel local. Una semana después disputa la Copa Campeonato frente a San Lorenzo de Almagro y con gol de cabeza de Germán Pezzella, River gana 1-0, por lo tanto obtiene un nuevo título.

### AC Cesena
En el AC Cesena de la liga italiana, fue tenido en cuenta por el director técnico en la mayoría de los partidos. Su primer gol en Europa lo haría el 4 de abril para el empate de su equipo 3-3 frente al Hellas Verona, marcando de media distancia. Terminaría su primera temporada en Europa con 3 goles y 3 asistencias en 20 partidos jugados.

### UC Sampdoria
El 27 de agosto de 2015, sería confirmado por el Sampdoria luego de realizarse los exámenes médicos. “Las negociaciones fueron largas, pero finalmente estoy aquí. Estoy encantado de formar parte de este club, Sampdoria me ayudará a crecer y mostrar mi calidad ya que utiliza una formación 4-3-1-2 que se adapta a mi estilo. Me gusta jugar de centrocampista y espero contribuir para que el equipo sea cada vez más importante”, aseguró el colombiano.
Debutaría el 28 de septiembre entrando al minuto 78 en la derrota de su equipo 2-1 contra el Atalanta por la sexta fecha de la Serie A.
El 2 de febrero de 2017, rescinde su contrato con el club con mutuo acuerdo tras estar nueve meses fueras de la canchas por una lesión, tras lo cual fue ofrecido al Independiente Santa Fe.

### Cortuluá
El 21 de febrero, es confirmado como nuevo jugador del Cortuluá de la Categoría Primera A volviendo a Colombia después de varios años. Llega cedido hasta diciembre del 2017.
El 4 de mayo, debuta por la Copa Colombia 2017 en el empate a dos goles como visitantes con Valledupar FC, dos días después debuta en el Torneo Apertura jugando 36 minutos en la derrota como locales por la mínima frente a Atlético Nacional.

### Deportivo Cali
El 10 de septiembre de 2018, Carbonero dio sus primeras declaraciones después de ser confirmado como nuevo jugador del Deportivo Cali después de llevar días entrenando con el club azucarero.
Deportivo Cali le abrió la puerta, y Carlos Carbonero buscó resurgir, luego de firmar como agente libre; no obstante, las expectativas con las que arribó al conjunto ‘Azucarero’ no se cumplieron. Pese a que las más recientes temporadas no han generado éxito para Carbonero, en Argentina mantiene una buena reputación, factor decisivo para una eventual vinculación a Ferrocarril Oeste de 2.ª división del futbol Argentino.

### Ferro Carril Oeste
El 30 de julio de 2019, Carbonero es anunciado como flamante refuerzo del club de Caballito. Pese a la gran expectativa de su recupero físico, no fue tenido en cuenta por el entrenador y nunca debutó en el club.

### Llaneros Fútbol Club
El 31 de julio de 2020, Carbonero es anunciado como nuevo refuerzo de Llaneros Fútbol Club, equipo de la Categoría Primera B del Fútbol Colombiano.

### Delfines del Este
El 10 de marzo de 2021, es confirmado como nuevo jugador de los Delfines del Este, equipo de la Liga Dominicana de Fútbol (LDF), la máxima categoría del sistema de ligas de fútbol de República Dominicana. El 2 de junio del 2021,se anuncia que el club Dominicano y Carbonero finalizarían el contrato del jugador por mutuo acuerdo, cortando la breve etapa del volante en el fútbol de Caribe.

## Selección nacional
Su primer partido oficial con la selección absoluta de Colombia fue el 26 de marzo de 2011. Entró al minuto 18 de la segunda etapa en reemplazo de Víctor Hugo Montaño.
El 8 de junio de 2014, fue convocado por segunda vez a la selección Colombia, para integrar el grupo que participó en el Mundial de Brasil 2014, en reemplazo del lesionado Aldo Leão Ramírez.

### Participaciones enCopas del Mundo
| Mundial                | Sede   | Resultado        | PJ | GA | Asis |
| ---------------------- | ------ | ---------------- | -- | -- | ---- |
| Mundial de Brasil 2014 | Brasil | Cuartos de final | 1  | 0  | 0    |

### Participaciones enEliminatorias al Mundial
| Eliminatoria                        | Sede del Mundial | Posición      | Resultado   | PJ                                | GA | Asis |
| ----------------------------------- | ---------------- | ------------- | ----------- | --------------------------------- | -- | ---- |
| Eliminatorias Mundial de Rusia 2018 | Rusia            | 4°lugar 27pts | Clasificado | 0 (2 convocatorias como suplente) | 0  | 0    |

## Estadísticas
Actualizado al 4 de diciembre de 2019
| Club                                     | Div.          | Temporada     | Liga  | Liga  | Copas nacionales | Copas nacionales | Copas internacionales | Copas internacionales | Total | Total |
| Club                                     | Div.          | Temporada     | Part. | Goles | Part.            | Goles            | Part.                 | Goles                 | Part. | Goles |
| ---------------------------------------- | ------------- | ------------- | ----- | ----- | ---------------- | ---------------- | --------------------- | --------------------- | ----- | ----- |
| Academia · Colombia                      | 2.ª           | 2008-09       | 50    | 13    | 8                | 2                | -                     | -                     | 58    | 15    |
| Academia · Colombia                      | Total club    | Total club    | 50    | 13    | 8                | 2                | -                     | -                     | 58    | 15    |
| Atlético Huila · Colombia                | 1.ª           | 2010          | 41    | 9     | 7                | 3                | 4                     | 1                     | 52    | 13    |
| Atlético Huila · Colombia                | Total club    | Total club    | 41    | 9     | 7                | 3                | 4                     | 1                     | 52    | 13    |
| Once Caldas · Colombia                   | 1.ª           | 2011          | 18    | 4     | 2                | 0                | 9                     | 0                     | 29    | 4     |
| Once Caldas · Colombia                   | Total club    | Total club    | 18    | 4     | 2                | 0                | 9                     | 0                     | 29    | 4     |
| Estudiantes (L. P.) Argentina            | 1.ª           | 2011          | 10    | 0     | 0                | 0                | 2                     | 0                     | 12    | 0     |
| Estudiantes (L. P.) Argentina            | Total club    | Total club    | 10    | 0     | 0                | 0                | 2                     | 0                     | 12    | 0     |
| Arsenal Argentina                        | 1.ª           | 2012          | 15    | 1     | 0                | 0                | 5                     | 1                     | 20    | 2     |
| Arsenal Argentina                        | 1.ª           | 2012-13       | 36    | 4     | 4                | 1                | 6                     | 0                     | 46    | 5     |
| Arsenal Argentina                        | Total club    | Total club    | 51    | 5     | 4                | 1                | 11                    | 1                     | 66    | 7     |
| River Plate Argentina                    | 1.ª           | 2013-14       | 35    | 8     | 1                | 0                | 6                     | 0                     | 42    | 8     |
| River Plate Argentina                    | Total club    | Total club    | 35    | 8     | 1                | 0                | 6                     | 0                     | 42    | 8     |
| Cesena · Italia                          | 1.ª           | 2014-15       | 22    | 3     | 0                | 0                | -                     | -                     | 22    | 3     |
| Cesena · Italia                          | Total club    | Total club    | 22    | 3     | 0                | 0                | -                     | -                     | 22    | 3     |
| Sampdoria · Italia                       | 1.ª           | 2015-16       | 14    | 0     | 1                | 0                | 0                     | 0                     | 15    | 0     |
| Sampdoria · Italia                       | Total club    | Total club    | 14    | 0     | 1                | 0                | 0                     | 0                     | 15    | 0     |
| Cortuluá · Colombia                      | 1.ª           | 2017          | 4     | 0     | 2                | 0                | 0                     | 0                     | 6     | 0     |
| Cortuluá · Colombia                      | Total club    | Total club    | 4     | 0     | 2                | 0                | 0                     | 0                     | 6     | 0     |
| Deportivo Cali · Colombia                | 1.ª           | 2018          | 6     | 0     | 0                | 0                | 0                     | 0                     | 6     | 0     |
| Deportivo Cali · Colombia                | 1.ª           | 2019          | 8     | 0     | 0                | 0                | 0                     | 0                     | 8     | 0     |
| Deportivo Cali · Colombia                | Total club    | Total club    | 14    | 0     | 0                | 0                | 0                     | 0                     | 14    | 0     |
| Ferro Carril Oeste Argentina             | 2.ª           | 2019-20       | 0     | 0     | 0                | 0                | 0                     | 0                     | 0     | 0     |
| Ferro Carril Oeste Argentina             | Total club    | Total club    | 0     | 0     | 0                | 0                | 0                     | 0                     | 0     | 0     |
| Llaneros · Colombia                      | 2.ª           | 2020          | 6     | 0     | 0                | 0                | 0                     | 0                     | 6     | 0     |
| Llaneros · Colombia                      | Total club    | Total club    | 6     | 0     | 0                | 0                | 0                     | 0                     | 6     | 0     |
| Delfines del Este · República Dominicana | 1.ª           | 2021          | 0     | 0     | 0                | 0                | 0                     | 0                     | 0     | 0     |
| Delfines del Este · República Dominicana | Total club    | Total club    | 0     | 0     | 0                | 0                | 0                     | 0                     | 0     | 0     |
| Total carrera                            | Total carrera | Total carrera | 265   | 42    | 30               | 6                | 26                    | 2                     | 321   | 48    |
| 1. 2.                                    |               |               |       |       |                  |                  |                       |                       |       |       |

## Palmarés

### Títulos nacionales
| Título                        | Club              | País      | Año     |
| ----------------------------- | ----------------- | --------- | ------- |
| Primera División de Argentina | Arsenal F. C.     | Argentina | C-2012  |
| Supercopa Argentina           | Arsenal F. C.     | Argentina | 2012    |
| Copa Argentina                | Arsenal F. C.     | Argentina | 2012-13 |
| Primera División de Argentina | C. A. River Plate | Argentina | F-2014  |
| Copa Campeonato               | C. A. River Plate | Argentina | 2014    |